# Zkouška tvrdosti podle Rockwella

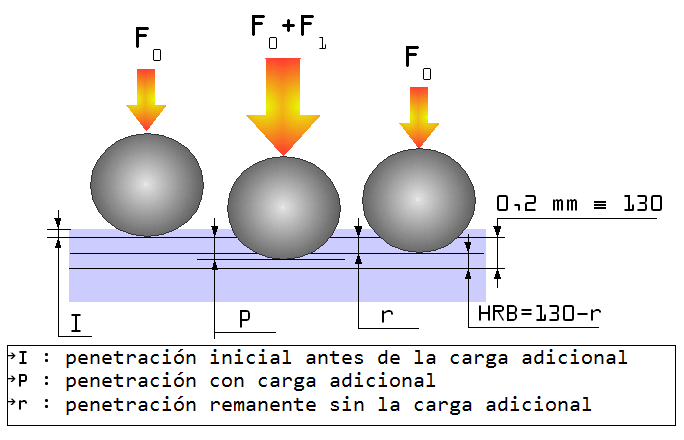
HRB: Proces měření: fáze 1 – předpětí F0, nastavení snímače ; fáze 2 – pracovní zatížení F0 + F1, při kterém dochází k trvalé deformaci; fáze 3 – odstranění pracovního zatížení F1, odečet tvrdosti ze stupnice snímače v jednotkách HRB

Zkouška tvrdosti podle Rockwella patří mezi statické zkoušky tvrdosti materiálu.
Způsob jejího provedení je popsán a ujednocen normou ČSN EN ISO 6508-1.
Princip: zkušební těleso - indentor - vlivem přesně stanoveného zatížení vniká do zkoumaného materiálu, přičemž se z míry deformace povrchu tohoto materiálu (měří se hloubka vtisku zkušebního tělíska) určuje jeho tvrdost. Zatížení se provádí jako předběžné a celkové. Předběžné zatížení je z důvodu minimalizace vlivu pružnosti materiálu.
Značení a provedení jednotlivých druhů zkoušek podle Rockwella
- HRA - indentorem je diamantový kužel s vrcholovým úhlem 120 °, zkouška probíhá při zatěžování silou 588 N
- HRB - indentorem je kalená kulička o průměru cca 1,6 mm, zkouška probíhá při zatěžování silou 980 N
- HRC - indentorem je opět diamantový kužel, v tomto případě zkouška probíhá při zatěžování silou 1471 N
- HDR - Ocelové plechy a případně středně tvrzené oceli a perlitické temperované litiny
- HRE - Slitiny hliníku a hořčíku s dalšími kovy
- HRF - Žíhané měkké slitiny, tenké měkké plechy
- HRG - Fosfátové bronzy, slitiny mědi s berylliem, temperované litiny
- HRH - Velmi měkké kovy, plasty a jiné měkké materiály

HRA je nejméně invazivní metoda vhodná pro testování křehkých materiálů a tenkých vrstev, HRB se testují měkké a středně tvrdé materiály, HRC pak tvrdé materiály.
Menší zatížení používají stupnice Super Rockwell. Velikosti zatížení jsou 15 - 30 - 45kg. V závislosti na použitém vnikacím tělísku se označují jako N (diamantový kužel) resp.T (kulička 1,587mm). Označení stupnice Super Rockwell je tedy například HR15N kde 15 je velikost celkového zatížení.

## Minimální požadavky na vzorek
Norma ISO 6508-1 definuje minimální požadavky na tloušťku vzorku/vrstvy a také na minimální vzdálenost mezi sousedními vtisky a mezi vtiskem a okrajem vzorku. Minimální tloušťka vzorku je 10 násobek trvalé hloubky vtisku u vnikajících těles s diamantovým kuželem a 15 násobek trvalé hloubky vtisku u vnikajících těles s kuličkou. Vzdálenost vtisků pak musí být 4 násobek průměru vtisku a vzdálenost vtisku od okraje zkoumaného vzorku musí být minimálně 2,5 násobek průměru vtisku.

## Typy vnikajících těles
Pro měření metodou Rockwell se dle normy ČSN EN ISO 6508 používají dva druhy vnikajících těles.
- Diamantový kuželový hrot s kulovým zakončením (poloměr křivosti hrotu 0,2 mm a vnitřní úhel 120 stupňů)
- Vyleštěná kulička vyrobená z tvrdokovu o jednom ze 2 průměrů - 1,5875 mm nebo 3,175 mm

## Další metody mechanického zkoušení kovů
- Metoda Brinellova
- Metoda Vickersova
- Metoda Knoopova
- Metoda Grodzinského
- Zkoušky tlakem
- Zkoušky tahem